# محوطه بالانچ ۲
محوطه باستان بالانچ ۲ مربوط به هزاره سوم قبل از میلاد است و در شهرستان ایرانشهر، بخش بمپور، دهستان بمپور غربی، روستای سردگال واقع شده و این اثر در تاریخ ۲۷ اسفند ۱۳۸۶ با شمارهٔ ثبت ۲۲۷۰۵ به‌عنوان یکی از آثار ملی ایران به ثبت رسیده است.